# Reuzenkapiteinvis
De reuzenkapiteinvis (Eleutheronema tetradactylum) is een straalvinnige vis uit de familie van draadvinnigen (Polynemidae) en behoort derhalve tot de orde van baarsachtigen (Perciformes). De vis kan een lengte bereiken van 200 centimeter.

## Leefomgeving

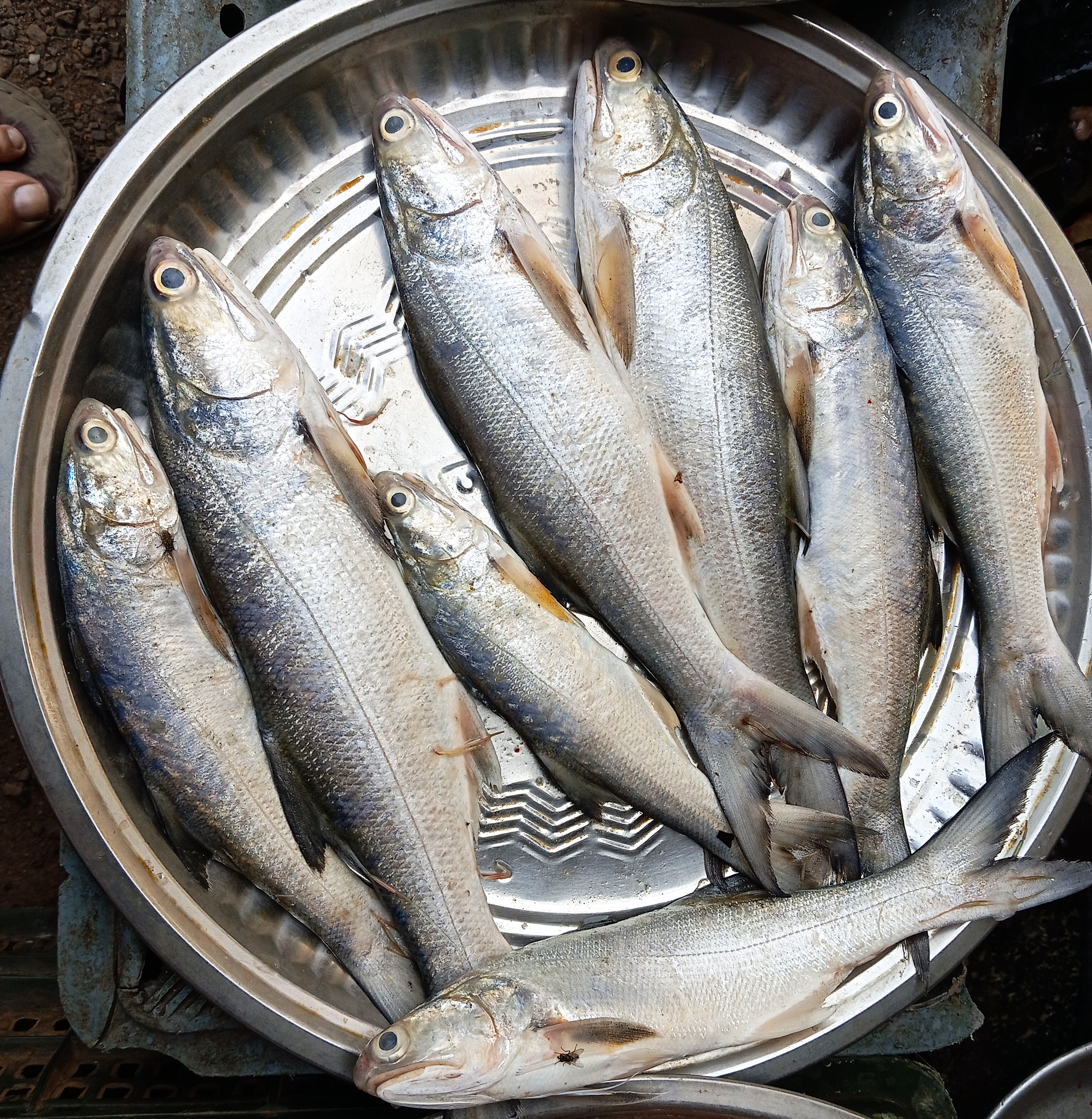
Reuzenkapiteinvis (Eleutheronema tetradactylum), Kolkata, West-Bengalen, India

De reuzenkapiteinvis komt zowel in zoet- als zoutwater voor. Ook in brakwater is de soort waargenomen. De vis prefereert een tropisch klimaat en heeft zich verspreid over de Grote en Indische Oceaan. De diepteverspreiding is 0 tot 23 meter onder het wateroppervlak.

## Relatie tot de mens
De reuzenkapiteinvis is voor de visserij van groot commercieel belang. In de hengelsport wordt er weinig op de vis gejaagd.

## Opmerking
In 2016 werd een exemplaar van deze soort gevangen in de Zeeschelde nabij Branst.